# Kally Sambucini
Kally Sambucini, pseudonimo di Calliope Sambucini (Roma, 18 agosto 1892 – Roma, 27 dicembre 1969), è stata un'attrice italiana del cinema muto.

## Biografia
Accreditata anche come Kally Sam e Kelly Sambucini, era la compagna del più noto Emilio Ghione, anch'egli attore con cui fece coppia fissa nei film della serie riguardante l'antieroe oscuro Za-la-Mort; il ruolo interpretato dall'attrice in questi film era l'antitesi del personaggio inventato da Ghione e cioè Za-la-Vie, la sua fragile compagna. Ebbe anche un'esperienza con il cinema sonoro, interpretando nel 1942 il film Notte di fiamme con la regia di Ladislao Kish.
Nel 1947 Emilio Ghione Jr tentò di riportare alla ribalta i personaggi che avevano fatto il successo del padre, con il film Fumeria d'oppio con la regia di Raffaello Matarazzo ed un cast di livello, ma la pellicola ebbe un successo inferiore alle aspettative.

## Filmografia

### Cinema muto
- Za la Mort, regia di Emilio Ghione (1915)
- Alla capitale, regia di Gennaro Righelli (1916)
- Anime buie, regia di Emilio Ghione (1916)
- La rosa di Granada, regia di Emilio Ghione (1916)
- Il numero 121, regia di Emilio Ghione (1917)
- Il triangolo giallo, regia di Emilio Ghione (1917)
- L'ultima impresa, regia di Emilio Ghione (1917)
- Nel gorgo, regia di Emilio Ghione (1918)
- I topi grigi, regia di Emilio Ghione (1916-1918)
- Dollari e fracks, regia di Emilio Ghione (1919)
- Lo scaldino, regia di Augusto Genina (1919)
- Il castello di bronzo, regia di Emilio Ghione (1920)
- I quattro tramonti, regia di Emilio Ghione (1920)
- L'ultima livrea, regia di Emilio Ghione (1920)
- Senza pietà, regia di Emilio Ghione (1921)
- Za-la-Mort contro Za-la-Mort (Quale dei due?) regia di Emilio Ghione (1922)
- Il quadrante d'oro, regia di Emilio Ghione (1922)
- Le due catene, regia di Emilio Ghione (1923)
- Ultimissime della notte, regia di Emilio Ghione (1923)
- La via del peccato, regia di Amleto Palermi (1924)
- Za la Mort - L'incubo di Za la Vie titolo originale Za la Mort - Der Traum der Za la Vie regia di Emilio Ghione (1924) - Produzione tedesca - accreditata come Kally Sam.

### Cinema sonoro
- Notte di fiamme, regia di Ladislao Kish (1942)